# Équeurdreville-Hainneville
Équeurdreville-Hainneville is een voormalige gemeente in het Franse departement Manche in de regio Normandië en telde 18.173 inwoners (1999).

## Geschiedenis
De gemeente is op 1 januari 1965 ontstaan door de fusie van Équeurdreville met Hainneville en maakte deel uit  van het arrondissement Cherbourg tot het op 1 januari 2016 fuseerde met Cherbourg-Octeville, La Glacerie, Querqueville en Tourlaville tot de huidige gemeente Cherbourg-en-Cotentin.

## Geografie
De oppervlakte van Équeurdreville-Hainneville bedraagt 12,8 km², de bevolkingsdichtheid is 1419,8 inwoners per km².
De onderstaande kaart toont de ligging van Équeurdreville-Hainneville met de belangrijkste infrastructuur en aangrenzende gemeenten.

## Demografie
Onderstaande figuur toont het verloop van het inwonertal (bron: INSEE-tellingen).